# Marie Kalteissen
Marie Kalteissen (* 4. Mai 1885 in Röckingen, Mittelfranken; † 20. Jahrhundert vermutlich in Mannheim oder Heidelberg) war eine deutsche Krankenschwester und Diakonisse.

## Leben und Wirken

### Frühe Prägungen
Marie Kalteissen wuchs in einem Gasthaus in Röckingen, Mittelfranken auf. Der Vater war Bierbrauer und neigte zu Gewalttätigkeit. Die Mutter prägte Marie im Sinne der Erweckungsbewegung und las ihr abends aus dem Gebetbuch von Johann Friedrich Starck vor. Zu den prägenden Kindheitserinnerungen von Marie Kalteissen gehörte der „Impftag“. Dieser Tag war ein Festtag für die jungen Frauen, die mit ihren Kindern in einem großen Restaurationssaal der nahegelegenen Stadt zusammenkamen und den eigens zubereiteten echten Bohnenkaffee sowie die feinduftenden Backwaren der Konditorei genossen und den Anlass nutzten, um alte Freunde und Bekannte wieder zu treffen. Marie konnte an diesem Impftag, an dem sie nur neun Monate alt war, bereits laufen und fiel dann aber doch ungeschickterweise fast in ein Kellerloch. Die verabreichte Impfung hingegen wurde gut toleriert. Marie Kalteissen beschloss den Impftag mit dem Bibelwort aus Psalm 34,8 („Der Engel des Herrn lagert sich um die her so ihn fürchten, und hilft ihnen aus“).
Marie Kalteissen nahm als junges Mädchen am Jugendbund in Heidenheim an der Brenz teil und genoss die „Erweckungsluft“.
Bis zur Konfirmation nutzte Marie Kalteissen das Stark'sche Gebetbuch. Am Tag vor der Konfirmation fand der Beichttag statt, zu dem sie dieses Gebetbuch mitnahm, um darin zu lesen. Zur Konfirmation bekam sie vom Pfarrer das „Habermännle“, das Gebetbüchlein „Christliche Gebet, für alle Not und Stunde der gantzen Christenheit“ des lutherischen Theologen und Professors der Universität Leucorea, Wittenberg, Johann Habermann, geschenkt.

### Eintritt in das Mutterhaus Alt-Bandsburg
Im Jahr 1906 trat Marie Kalteissen in das Diakonissenmutterhaus Alt-Bandsburg ein. Dieses Mutterhaus war im Jahr 1899 von Pfarrer Carl Ferdinand Blazejewski in Borken ins Leben gerufen worden. Im Jahr 1900 übernahm Pfarrer Theophil Krawielitzki dieses Amt und es erfolgte der Umzug von Borken nach Vandsburg. Das Mutterhaus entsandte Marie Kalteissen zunächst in das Marburger Versorgungshaus für gefallene Mädchen und werdende Mütter, wo Marie Kalteissen die Säuglingspflege erlernte. Im Anschluss an die Marburger Zeit erlernte sie im Krankenhaus Berlin-Charlottenburg die Wochenpflege. Sie wurde hier auch im Kreißsaal „mit meist abnormalen Geburten“ sowie im gynäkologischen Operationssaal eingesetzt und schloss mit dem Examen in Wochen- und Säuglingspflege ab. In Berlin entstand der Wunsch, Krankenschwester zu werden. Die Ausbildung zur Krankenschwester und Pflegediakonisse enthielt damals noch Elemente hauswirtschaftlicher sowie landwirtschaftlicher Schulung. Es wurde gemolken und dabei gebetet. Ab 1908 war Marie Kalteissen als Diakonisse in Mannheim und Umgebung tätig. Nebst umfangreichen genuin pflegerischen Aufgaben gehörte das Abhalten von Bibelstunden und Evangelisationen mit zu ihren Aufgaben. Mit einigen Weggefährten erstand sie in Mannheim im Quadrat K 4,10 ein Haus für ihre Bibelarbeit, das fast ausschließlich durch Spendengelder finanziert wurde. In Mannheim missionierte sie auch im Strandbad „Blaue Adria“.

### Erster Weltkrieg
Während des Ersten Weltkriegs vertrat Marie Kalteissen in Hannover-Kleefeld die leitende Schwester des dortigen Versorgungshauses, Schwester Helene von Bodemer. Das Magdalenium-Versorgungshaus war neu gebaut und mit einem idyllischen Garten umgeben.  In Hannover lernte Marie Kalteissen auch die „Mitternachts-Mission“ kennen. Es wurde ihr die Bahnhofsstrasse zugeteilt, in der sie in der Stunde nach Mitternacht diejenigen Menschen ansprach, von denen sie das Gefühl hatte, dass diese ihre Hilfe nötig hätten. Nach ihrer Rückkehr nach Mannheim nahm Marie Kalteissen Gesundbetungen von Tuberkulösen, Syphilitikern und anderen Erkrankten vor. Auf dem Staatsbahnhof in Mannheim-Seckenheim und in anderen Mannheimer Lazaretten gab es zudem viel in der Lazarettpflege zu tun.

### Zwischen den Weltkriegen
In Heidelberg-Rohrbach erstand Marie Kalteissen ein heruntergekommenes Haus für ihre sozialen Tätigkeiten und nahm unter anderem bedürftige Kinder darin auf; in Bad Wimpfen bewirtschaftete sie das Erholungsheim „Neckarblick“, in dem sie Erholungsmöglichkeiten für Kriegsversehrte des Ersten Weltkriegs schuf. Sie organisierte in Mannheim, Heidelberg und Umgebung private Säuglingspflege-, Wochenpflege- und Krankenpflegekurse, die ihren Abschluss in einer Prüfung unter ärztlicher Leitung fanden. Die Prüfungen wurden mit einem, häufig humorvollen, Dankgedicht beschlossen. Wichtig waren Marie Kalteissen dabei die frühen Hilfen für Säuglinge. Die Kurse waren verbunden mit mehreren Stunden in „Kindergartenarbeiten“, damit die angehenden Pflegerinnen lernten, die Kinder in sinnvoller Weise zu beschäftigen. Sie bezeichnete all dies als „Reichgottesarbeit“ und kann deshalb auch als Bibelschwester bezeichnet werden.
Die Selbstbiografie Marie Kalteissens wurde im Jahr 1947 herausgegeben.

## Veröffentlichungen
- Ich habe nur ein Leben und das gehört dem Herrn. Selbstbiografie einer Diakonisse, Stuttgart-Fellbach 1947.
- Wie werde ich glücklich? Ein Wegweiser für meine jungen Freundinnen, Kaiserslautern 1949.

## Belegstellen
1. ↑  Wolfgang U. Eckart: Jenner. Untersuchungen über die Urschen und Wirkungen der Kuhpocken, Springer Spektrum Berlin, Heidelberg 2015; zum übertriebenen Impfeifer, der auch zu einer riskanten Impfung bei Säuglingen und Kleinkindern unter drei Jahren führte, S. 17, Print Version ISBN 978-3-642-41678-1 (Online Ressource 2016: doi:10.1007/978-3-642-41679-8).
2. ↑  zitiert nach: Die Bibel oder die ganze Heilige Schrift nach der deutschen Übersetzung D. Martin Luthers, Stuttgarter Perlbibel, Privileg. Württemb. Bibelanstalt, Stuttgart 1953.
3. ↑  zur Pockenschutzimpfung in Württemberg siehe auch: Eberhard Wolff: Einschneidende Maßnahmen. Pockenschutzimpfung und traditionale Gesellschaft im Württemberg des frühen 19. Jahrhunderts, MedGG Beiheft 10, (Hrsg. Robert Jütte, Institut für Geschichte der Medizin der Robert Bosch Stiftung, Stuttgart), Franz Steiner Verlag, Stuttgart 1998, S. 123 und 263.
4. ↑  Marie Kalteissen: Ich habe nur ein Leben und das gehört dem Herrn, W. Geugelin Verlag, Fellbach 1947, S. 19
5. ↑  Vgl. Kalteissen 1947, S. 20.
6. ↑  Webseite: Diakonissenmutterhaus Altvandsburg
7. ↑  Karin Wittneben: Ferdinand Blazejewski, in: Horst-Peter Wolff (Hrsg.): Biographisches Lexikon zur Pflegegeschichte „Who was who in nursing history“, Band 3, Elsevier, München 2004, S. 41–45.
8. ↑  Vgl. Wittneben 2004, S. 88 ff.
9. ↑  Wolfgang U. Eckart: Die Wunden heilen sehr schön. Feldpostkarten aus dem Lazarett 1914–1918, Steiner Verlag, Stuttgart 2013, S. 94. Feldpostkarte mit Motiv aus Lazarett II. Mannheim Oberrealschule, zu den Aktivitäten des täglichen Lebens (ATLs) im Lazarett, S. 132–205. ISBN 978-3-515-10459-3.

| Personendaten    | Personendaten                            |
| ---------------- | ---------------------------------------- |
| NAME             | Kalteissen, Marie                        |
| KURZBESCHREIBUNG | deutsche Krankenschwester und Diakonisse |
| GEBURTSDATUM     | 4. Mai 1885                              |
| GEBURTSORT       | Röckingen, Mittelfranken                 |
| STERBEDATUM      | 20. Jahrhundert                          |
| STERBEORT        | unsicher: Mannheim oder Heidelberg       |